# Владари из сенке (роман)
Владари из сенке је политички роман српског публицисте и новинара Дејана Лучића.